# 电气精灵
《电气精灵》（法语：La Fée Électricité）是法国画家拉乌尔·杜菲（Raoul Dufy）为1937年世界博览会（Exposition universelle de 1937）创作的大型油画，尺寸达到了10m×60m，歌颂了人类自古以来在物理学尤其是电学方面的成就，目前藏于巴黎现代艺术博物馆（Musée d'Art moderne de Paris）。

## 历史背景
1937年在法国巴黎举办了“现代生活之艺术与技术”专题世界博览会（Exposition internationale des « Arts et des Techniques appliqués à la Vie moderne »），当时法国最大的电力公司之一巴黎配电公司（Compagnie parisienne de distribution d'électricité）以展馆“光电宫”（Palais de la Lumière et de l'Électricité）参展，为此向杜菲订购油画作为展馆墙壁装饰。当时杜菲已经是法国最有名的画家之一。巴黎配电公司为杜菲提供了圣旺（Saint-Ouen）电厂里的一个库房作为工作场地，杜菲在他的兄弟和几个助手的帮助下仅用了4个月就完成了这幅巨大作品，确保光电宫在世博会5月25日开幕当天就能开门迎客。杜菲能这么快完成是由于采用了文物修复专家雅克·马罗热（Jacques Maroger）所研发的一种新型颜料。在展馆中，《电气精灵》被置于一个50万伏特的断路器之后，很好地表现了电气工程的巨大进步，光电宫本身也很成功，共接待了150多万参观者。

## 画面内容
整个画面由中间部分和左右两侧构成。中间部分上部画有宙斯和奥林匹斯众神，中部是宙斯的闪电，下部则是发电机组。左右两侧的上中部展现了人类社会的进步，从最左边作为自然现象的闪电开始，然后是中世纪的田园牧歌生活、工业化早期的工厂和火车，一直到输电线路、电灯、电影，最右边则是埃菲尔铁塔。左右两侧下部展示从古至今的110位哲学家、科学家，包括：

| - 古希腊 - 亚里士多德 - 阿基米德 - 中世纪和文艺复兴 - 罗吉尔·培根 - 达·芬奇 - 伽利略 | - 17至18世纪 - 牛顿 - 莱布尼茨 - 帕斯卡 - 富兰克林 - 达朗贝尔 - 卡文迪什 - 瓦特 | - 19世纪前期 - 高斯 - 伏打 - 欧姆 - 卡诺 - 史蒂芬逊 - 法拉第 - 安培 | - 19世纪后期和20世纪 - 麦克斯韦 - 西门子 - 庞加莱 - 门捷列夫 - 爱迪生 - 赫兹 - 贝尔 - 瑪麗·居禮 |

杜菲在创作此画时其个人风格和技法已经成熟，画面上多用蓝、红、黄、绿等鲜艳明亮的颜色，线条欢快轻盈，展现了电力对人类生活的巨大改变，洋溢着对科学发展的乐观精神，很好地表达了订购方想向观众传递的信息。

## 收藏情况
1937年世界博览会闭幕后，光电宫作为临时展馆被拆除，此后《电气精灵》一直被保存在巴黎配电公司的库房里。1946年巴黎配电公司被国有化，并入法国电力（Électricité de France），自然法国电力也继承了这一艺术作品。1954年法国电力将《电力精灵》捐赠给巴黎市。1961年巴黎现代艺术博物馆在同为的1937年世界博览会场馆的东京宫（Palais de Tokyo）中开馆，《电力精灵》经修复后于1964年开始常年展出。

## 延伸阅读
- André Berne-Joffroy, Zigzag parmi les personnages de La Fée Électricité, Paris, Musée d'art moderne de la Ville de Paris, 1983.
- Jean-Claude Le Gouic, Dufy : La Fée Électricité, Paris, Editions de La Différence, 2008.
- Musée d'art moderne de la Ville de Paris, Raoul Dufy, le plaisir, Paris, Paris Musées, 2008.
- Martine Contensou, La Fée Électricité, Paris, Paris-musées, 2009.